# Toke Talagi
Sir Toke Tufukia Talagi KNZM (9 de gener de 1951 – 15 de juliol de 2020) va ser un polític, diplomàtic i estadista de Niue. Va exercir com a primer ministre de Niue del 2008 al 2020.
El 1999, va ser elegit membre de l'Assemblea de Niue com a independent. Va ser escollit primer ministre en les eleccions generals de 2008. Durant el seu mandat com a primer ministre, també va ser ministre d'Afers Exteriors. Es va presentar sense èxit per a un cinquè mandat el 2020 i posteriorment va ser substituït per Dalton Tagelagi. Abans d'esdevenir primer ministre, Talagi va ser ministre de Finances des del 2002 fins al 2005.
En els honors d'Any Nou de 2017, Talagi va ser nomenat Cavaller Company de l'Ordre del Mèrit de Nova Zelanda (KNZM).

## Primers anys
Talagi va néixer a Alofi i es va educar a l'escola Tufukia de Niue i al Nelson College de Nova Zelanda. Va estudiar a la Universitat de Massey a Palmerston North, on va completar un grau en ciències agrícoles. Mentre era allà, va ser escollit president de l'Associació d'Estudiants de les Illes del Pacífic i va organitzar protestes contra les proves nuclears i la discriminació racial. Es va casar amb la seva parella i van tenir el seu primer fill.
En tornar a Niue va treballar com a oficial de desenvolupament ramader. L'any 1977 es va convertir en membre del Consell del poble del sud d'Alofi. Més tard es va convertir en president de l'Associació de Serveis Públics de Niue, i de 1981 a 1984 va ser el primer cònsol general de Niue a Auckland. Al seu retorn a Niue, va ser nomenat director de l'Oficina d'Afers Econòmics de Niue i va ser responsable del desenvolupament d'infraestructures importants. Després de deixar el servei públic es va convertir en un agent de transport aeri i d'enviaments. El 1992, va rebre un trasplantament de cor i va viure els anys a Nova Zelanda. El 1998 es va convertir en president de la Niue Rugby Football Union.

## Carrera política
Talagi es va presentar sense èxit en la circumscripció insular de les eleccions generals de Niue de 1996. Va ser elegit membre de l'Assemblea de Niue en les eleccions de 1999 i immediatament després va ser nomenat ministre associat en matèria de desenvolupament econòmic i aviació civil al gabinet de Sani Lakatani. L'octubre de 1999 va renunciar al seu càrrec ministerial pels plans de Lakatani d'establir una companyia aèria, i va presentar una moció de censura contra ell. Va passar la resta del mandat com a membre de l'oposició.
Després de les eleccions de 2002, va ser nomenat ministre de Finances i Turisme al gabinet de Young Vivian. El juliol d'aquell mateix any va ser rellevat de la cartera de Turisme en una remodelació del Consell de Ministres. Més tard va ser nomenat viceprimer ministre.
Com a ministre d'Hisenda va ser l'encarregat de gestionar la recuperació del cicló Heta i va ser objecte de crítiques públiques pel repartiment de les ajudes i l'assignació de noves cases. Com a resultat, va perdre per ben poc l'escó de la llista comuna en les eleccions de 2005, quedant dos vots per darrere de Maihetoe Hekau en els resultats provisionals. El resultat final va mostrar un empat exacte, i Talagi va ser declarat electe després que el seu nom fos extret d'un barret. Posteriorment va ser retirat del gabinet.

## Primer ministre

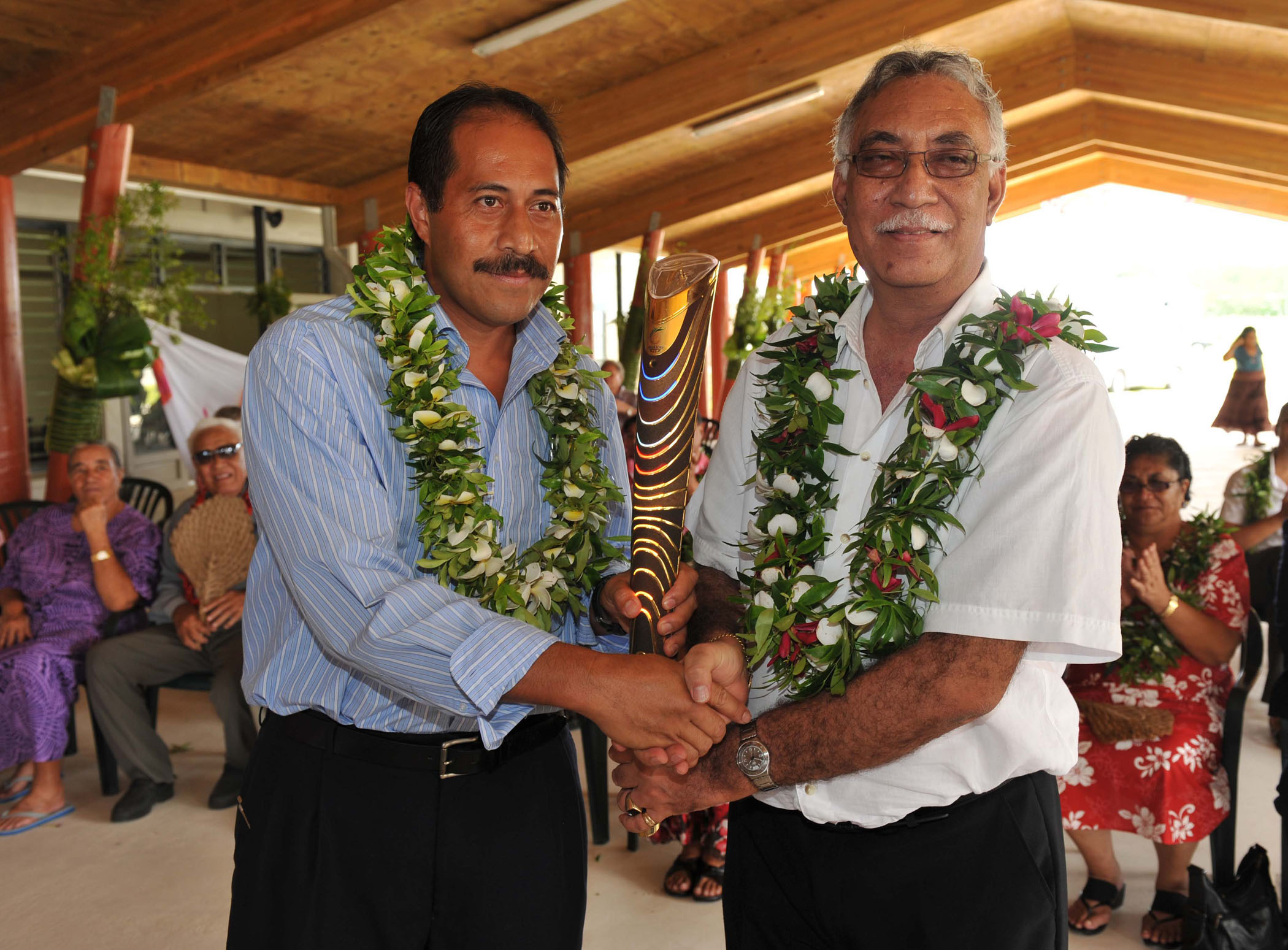
Talagi amb el seu eventual successor Dalton Tagelagi el maig de 2010

Talagi va ser reelegit en les eleccions de 2008, encapçalant el registre comú en què es va veure com un vot a favor del canvi. Va ser elegit primer ministre el 19 de juny de 2008, derrotant Young Vivian per catorze vots contra cinc i una abstenció. Com a primer ministre, va introduir un nou impost al consum per equilibrar el pressupost, va establir relacions diplomàtiques amb la Xina, i va intentar negociar amb Nova Zelanda per a un major control del finançament de l'ajuda. Quan aquestes negociacions no van tenir èxit, va utilitzar l'amenaça de buscar ajuda xinesa per aprofitar un millor acord. Un dels principals motors de les seves polítiques va ser desenvolupar Niue i obtenir una major independència econòmica de Nova Zelanda.

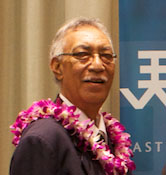
Talagi l'any 2011

L'agost de 2008 Talagi es va convertir en president del Fòrum de les Illes del Pacífic. A la reunió del Fòrum de 2008 a Niue, va utilitzar el seu càrrec per centrar-se en el canvi climàtic i la necessitat de noves eleccions a Fiji després del cop d'estat de Fiji de 2006. Aquest últim tema va provocar una disputa diplomàtica amb Fiji, demandes de separació del Fòrum, i al maig de 2009, la suspensió de Fiji del Fòrum. A la següent reunió del fòrum l'any 2009, Talagi va suggerir que els fijians haurien d'assumir la responsabilitat del seu destí i aixecar-se contra el règim militar.
Al maig de 2009, Talagi va copresidir la 5a Reunió de Líders de l'Aliança del Pacífic (PALM) amb el llavors primer ministre japonès Taro Aso a Hokkaido.
Talagi va ser reelegit en les eleccions de 2011 i reelegit també com a primer ministre. En el seu segon mandat, Talagi va reformar el sistema fiscal i va iniciar negociacions de lliure comerç amb la Xina. Va continuar impulsant una acció internacional més forta sobre el canvi climàtic i va anunciar l'ambició que Niue fos 100% alimentada amb energia solar. El novembre de 2011, Niue es va convertir en membre fundador del Polynesian Leaders Group, una agrupació regional destinada a cooperar en una varietat de qüestions com ara la cultura i la llengua, l'educació, la resposta al canvi climàtic i el comerç i la inversió. El 2013 va guanyar un canvi important del govern de Nova Zelanda sobre la portabilitat de les pensions, permetent als niueans cobrar les pensions de Nova Zelanda a Niue. A principis del 2014, l'Assemblea de Niue va rebutjar una proposta de Talagi d'allotjar els sol·licitants d'asil a Austràlia com a part de la seva Solució del Pacífic.
Va tornar a ser reelegit primer ministre després de les eleccions de 2014. En el seu tercer mandat, Niue va planejar privatitzar el seu sistema sanitari i va celebrar 40 anys d'autogovern. La política exterior de Talagi va continuar centrant-se en el canvi climàtic, i va començar una campanya per ser membre de les Nacions Unides. El 2015 es va convertir en el primer líder de Niue a conèixer la reina. El 2016 va ser evacuat a Nova Zelanda dues vegades per rebre tractament mèdic.
El 2017 va anunciar que intentaria exercir un quart mandat com a primer ministre, afirmant que tenia "assumptes pendents" per atendre. Va ser reelegit en les eleccions del 2017 i va tornar a ser elegit primer ministre. El 2017 va tornar a tenir una estada prolongada a Auckland per rebre tractament mèdic i, com a resultat, es va perdre la votació dels pressupostos. El seu quart mandat també va veure disputes amb Nova Zelanda sobre la portabilitat de les pensions i els comptes del govern. El 2019 va passar diversos mesos més a Auckland recuperant-se de la malaltia, i al seu retorn el seu germà Billy Talagi va continuar com a primer ministre en funcions. La legislatura va acabat amb Niue perdent el control del seu domini d'Internet, i amb un informe d'auditoria condemnant les finances del govern.
Malgrat aquests contratemps, Talagi va anunciar que es presentaria per a un cinquè mandat com a primer ministre en les eleccions del 2020. Va mantenir un perfil baix durant la campanya, i no va aconseguir guanyar l'escó. Va ser substituït com a primer ministre per Dalton Tagelagi.

## Mort
El 9 de juliol de 2020, Talagi va ser novament evacuat a Nova Zelanda per al tractament d'una malaltia de llarga durada. Va morir a l'Hospital Niue Foou d'Alofi el 15 de juliol de 2020, poc després de tornar a Niue. Després de la seva mort, la primera ministra de Nova Zelanda, Jacinda Ardern, va dir que Talagi seria "recordat pel compromís de tota una vida per salvaguardar la seguretat i la prosperitat futures de Niue".
Talagi va rebre un funeral d'estat a l'església d'Alofi Ekalesia el 28 de juliol de 2020.

## Reconeixement
En els Honors d'Any Nou de 2017, Talagi va ser nomenat Cavaller Company de l'Ordre del Mèrit de Nova Zelanda (KNZM). Va rebre el seu títol de cavaller a mans de la governadora general de Nova Zelanda Patsy Reddy el març de 2017, que va volar a Niue per a la cerimònia. El New Zealand Post va marcar l'ocasió amb una emissió de segells commemoratius.
El novembre de 2019, Talagi va publicar la seva autobiografia, Niue Rising.